# Lijst van kapiteinen-regent van San Marino vanaf 1900
Hieronder staat een lijst van kapiteinen-regent van San Marino.
| Jaar | Vanaf april                                                                   | Vanaf oktober |
| ---- | ----------------------------------------------------------------------------- | --- |
| 1900 | Domenico Fattori Antonio Righi                                                | Giovanni Bonelli Pietro Ugolini |
| 1901 | Luigi Tonnini Marino Nicolini                                                 | Antonio Belluzzi Pasquale Busignani |
| 1902 | Onofrio Fattori Egidio Ceccoli                                                | Gemino Gozi Giacomo Marcucci |
| 1903 | Federico Gozi Nullo Balducci                                                  | Marino Borbiconi Francesco Marcucci |
| 1904 | Menetto Bonelli Vincenzo Mularoni                                             | Luigi Tonnini Gustavo Babboni |
| 1905 | Antonio Belluzzi Pasquale Busignani                                           | Onofrio Fattori Piermatteo Carattoni |
| 1906 | Giovanni Belluzzi Pietro Francini                                             | Alfredo Reffi Giovanni Arzilli |
| 1907 | Ciro Belluzzi Francesco Pasquali                                              | Giuseppe Angeli Francesco Valli |
| 1908 | Menetto Bonelli Gustavo Babboni                                               | Olinto Amati Raffaele Michetti |
| 1909 | Luigi Tonnini Domenico Suzzi Valli                                            | Marino Borbiconi Giacomo Marcucci |
| 1910 | Alfredo Reffi Giovanni Arzilli                                                | Giovanni Belluzzi Luigi Lonfernini |
| 1911 | Moro Morri Cesare Stacchini                                                   | Onofrio Fattori Angelo Manzoni Borghesi |
| 1912 | Gustavo Babboni Francesco Pasquali                                            | Menetto Bonelli Vincenzo Marcucci |
| 1913 | Giuseppe Angeli Ignazio Grazia                                                | Cirro Belluzzi Domenico Suzzi Valli |
| 1914 | Domenico Fattori Ferruccio Martelli                                           | Olinto Amati Cesare Stacchini |
| 1915 | Moro Morri Antonio Burgagni                                                   | Alfredo Reffi Luigi Lonfernini |
| 1916 | Onofrio Fattori Ciro Francini                                                 | Gustavo Babboni Giovanni Arzilli |
| 1917 | Egisto Morri Vincenzo Marcucci                                                | Angelo Manzoni Borghesi Giuseppe Balducci |
| 1918 | Ferruccio Martelli Ermenegildo Mularoni                                       | Protogene Belloni Francesco Morri |
| 1919 | Domenico Vicini Pietro Suzzi Valli                                            | Moro Morri Francesco Pasquali |
| 1920 | Marino Rossi Ciro Francini                                                    | Carlo Balsimelli v.a. 5 december Simone Michelotti |
| 1921 | Marino Della Balda Vincenzo Francini                                          | Egisto Morri Giuseppe Lanci |
| 1922 | Eugenio Reffi Giovanni Arzilli                                                | Onofrio Fattori Giuseppe Balducci |
| 1923 | Giuliano Gozi Filippo Mularoni                                                | Marino Borbiconi Mario Michetti |
| 1924 | Angelo Manzoni Borghesi Francesco Mularoni                                    | Francesco Morri Girolamo Gozi |
| 1925 | Marino Fattori Augusto Mularoni                                               | Valerio Pasquali Marco Marcucci |
| 1926 | Manlio Gozi Giuseppe Mularoni                                                 | Giuliano Gozi Ruggero Morri |
| 1927 | Gino Gozi Marino Morri                                                        | Marino Rossi Nelson Burgagni |
| 1928 | Domenico Suzzi Valli Francesco Pasquali                                       | Francesco Morri Melchiorre Filippi |
| 1929 | Girolamo Gozi Filippo Mularoni                                                | Ezio Balducci Aldo Busignani |
| 1930 | Manlio Gozi Marino Lonfernini † 10 september Turiddu Foschi v.a. 16 september | Valerio Pasquali Gino Ceccoli |
| 1931 | Angelo Manzoni Borghesi Francesco Mularoni                                    | Domenico Suzzi Valli Marino Morri |
| 1932 | Giuliano Gozi Pompeo Righi                                                    | Gino Gozi Ruggero Morri |
| 1933 | Francesco Morri Settimio Belluzzi                                             | Carlo Balsimelli Melchiorre Filippi |
| 1934 | Marino Rossi Giovanni Lonfernini                                              | Angelo Manzoni Borghesi Marino Michelotti |
| 1935 | Federico Gozi Salvatore Foschi                                                | Pompeo Righi Marino Morri |
| 1936 | Gino Gozi Ruggero Morri                                                       | Francesco Morri Gino Ceccoli |
| 1937 | Giuliano Gozi Settimio Belluzzi                                               | Marino Rossi Giovanni Lonfernini |
| 1938 | Manlio Gozi Luigi Mularoni                                                    | Carlo Balsimelli Celio Gozi |
| 1939 | Pompeo Righi Marino Morri                                                     | Marino Michelotti Orlando Reffi |
| 1940 | Angelo Manzoni Borghesi Filippo Mularoni                                      | Federico Gozi Salvatore Foschi |
| 1941 | Gino Gozi Secondo Menicucci                                                   | Giuliano Gozi Giovanni Lonfernini |
| 1942 | Settimio Belluzzi Celio Gozi                                                  | Carlo Balsimelli Renato Martelli |
| 1943 | Marino Michelotti Bartolomeo Manzoni Borghesi                                 | Marino Della Balda Sante Lonfernini |
| 1944 | Francesco Balsimelli Sanzio Valentini                                         | Teodoro Lonfernini Leonida Suzzi Valli |
| 1945 | Alvaro Casali Vittorio Valentini                                              | Ferruccio Martelli Secondo Fiorini |
| 1946 | Giuseppe Forcellini Vincenzo Pedini                                           | Filippo Martelli Luigi Montironi |
| 1947 | Marino Della Balda Luigi Zafferani                                            | Domenico Forcellini Mariano Ceccoli |
| 1948 | Arnaldo Para Giuseppe Renzi                                                   | Giordano Giacomini Domenico Tomassoni |
| 1949 | Ferruccio Martelli Primo Bugli                                                | Vincenzo Pedini Agostino Biordi |
| 1950 | Giuseppe Forcellini Primo Taddei                                              | Marino Della Balda Luigi Montironi |
| 1951 | Alvaro Casali Romolo Giacomini                                                | Domenico Forcellini Giovanni Terenzi |
| 1952 | Domenico Morganti Mariano Ceccoli                                             | Arnaldo Para Eugenio Bernardini |
| 1953 | Vincenzo Pedini Alberto Reffi                                                 | Giordano Giacomini Giuseppe Renzi |
| 1954 | Giuseppe Forcellini Secondo Fiorini                                           | Agostino Giacomini Luigi Montironi |
| 1955 | Domenico Forcellini Vittorio Meloni                                           | Primo Bugli Giuseppe Maiani |
| 1956 | Mario Nanni Enrico Andreoli                                                   | Mariano Ceccoli Eugenio Bernardini |
| 1957 | Giordano Giacomini Primo Marani                                               | Provisorische regering v.a. 10 oktober: Federico Bigi, Alvaro Casali, Pietro Giancecchi, Zaccaria Giovanni Savoretti Marino Valdes Franciosi v.a. 27 oktober Federico Micheloni v.a. 27 oktober |
| 1958 | Zaccaria Giovanni Savoretti Stelio Montironi                                  | Domenico Forcellini Pietro Reffi |
| 1959 | Marino Benedetto Belluzzi Agostino Biordi                                     | Giuseppe Forcellini Ferruccio Piva |
| 1960 | Alvaro Casali Gino Vannucci                                                   | Eugenio Reffi Pietro Giancecchi |
| 1961 | Federico Micheloni Giancarlo Ghironzi                                         | Giovanni Vito Marcucci Pio Galassi |
| 1962 | Domenico Forcellini Francesco Valli                                           | Antonio Maria Morganti Agostino Biordi |
| 1963 | Leonida Suzzi Valli Stelio Montironi                                          | Giovan Luigi Franciosi Domenico Bollini |
| 1964 | Marino Benedetto Belluzzi Eusebio Reffi                                       | Giuseppe Micheloni Pier Marino Mularoni |
| 1965 | Ferruccio Piva Federico Carattoni                                             | Alvaro Casali Pietro Reffi |
| 1966 | Francesco Valli Emilio Della Balda                                            | Giovanni Vito Marcucci Francesco Maria Francini |
| 1967 | Vittorio Rossini Alberto Lonfernini                                           | Domenico Forcellini Romano Michelotti |
| 1968 | Marino Benedetto Belluzzi Dante Rossi                                         | Pietro Giancecchi Aldo Zavoli |
| 1969 | Ferruccio Piva Stelio Montironi                                               | Alvaro Casali Giancarlo Ghironzi |
| 1970 | Francesco Valli Eusebio Reffi                                                 | Simone Rossini Giuseppe Lonfernini |
| 1971 | Luigi Lonfernini Attilio Montanari                                            | Federico Carattoni Marino Vagnetti |
| 1972 | Marino Benedetto Belluzzi Giuseppe Micheloni                                  | Rosolino Martelli Bruno Casali |
| 1973 | Francesco Maria Francini Primo Bugli                                          | Antonio Lazzaro Volpinari Giovan Luigi Franciosi |
| 1974 | Ferruccio Piva Giordano Bruno Reffi                                           | Francesco Valli Enrico Andreoli |
| 1975 | Alberto Cecchetti Michele Righi                                               | Giovanni Vito Marcucci Giuseppe Della Balda |
| 1976 | Clelio Galassi Marino Venturini                                               | Primo Bugli Virgilio Cardelli |
| 1977 | Alberto Lonfernini Antonio Lazzaro Volpinari                                  | Giordano Bruno Reffi Tito Masi |
| 1978 | Francesco Valli Enrico Andreoli                                               | Ermenegildo Gasperoni Adriano Reffi |
| 1979 | Marino Bollini Lino Celli                                                     | Giuseppe Amici Germano De Biagi |
| 1980 | Pietro Chiaruzzi Primo Marani                                                 | Giancarlo Berardi Rossano Zafferani |
| 1981 | Gastone Pasolini Maria Lea Pedini Angelini                                    | Mario Rossi Ubaldo Biordi |
| 1982 | Giuseppe Maiani Marino Venturini                                              | Libero Barulli Maurizio Gobbi |
| 1983 | Adriano Reffi Massimo Roberto Rossini                                         | Renzo Renzi Germano De Biagi |
| 1984 | Gloriana Ranocchini Giorgio Crescentini                                       | Marino Bollini Giuseppe Amici |
| 1985 | Enzo Colombini Severiano Tura                                                 | Pier Paolo Gasperoni Ubaldo Biordi |
| 1986 | Marino Venturini Ariosto Maiani                                               | Giuseppe Arzilli Maurizio Tomassoni |
| 1987 | Renzo Renzi Carlo Franciosi                                                   | Rossano Zafferani Gian Franco Terenzi |
| 1988 | Umberto Barulli Rosolino Martelli                                             | Luciano Cardelli Reves Salvatori |
| 1989 | Mauro Fiorini Marino Vagnetti                                                 | Gloriana Ranocchini Leo Achilli |
| 1990 | Adalmiro Bartolini Ottaviano Rossi                                            | Cesare Antonio Gasperoni Roberto Bucci |
| 1991 | Domenico Bernardini Claudio Podeschi                                          | Edda Ceccoli Marino Riccardi |
| 1992 | Germano De Biagi Ernesto Benedettini                                          | Romeo Morri Marino Zanotti |
| 1993 | Patrizia Busignani Salvatore Tonelli                                          | Gian Luigi Berti Paride Andreoli |
| 1994 | Alberto Cecchetti Fausto Mularoni                                             | Renzo Ghiotti Luciano Ciavatta |
| 1995 | Marino Bollini Settimio Lonfernini                                            | Pier Natalino Mularoni Marino Venturini |
| 1996 | Pier Paolo Gasperoni Pietro Bugli                                             | Maurizio Rattini Giancarlo Venturini |
| 1997 | Paride Andreoli Pier Marino Mularoni                                          | Luigi Mazza Marino Zanotti |
| 1998 | Alberto Cecchetti Loris Francini                                              | Pietro Berti Paolo Bollini |
| 1999 | Antonello Bacciocchi Rosa Zafferani                                           | Marino Bollini Giuseppe Arzilli |
| 2000 | Maria Domenica Michelotti Gian Marco Marcucci                                 | Gian Franco Terenzi Enzo Colombini |
| 2001 | Luigi Lonfernini Fabio Berardi                                                | Alberto Cecchetti Gino Giovagnoli |
| 2002 | Antonio Lazzaro Volpinari Giovanni Francesco Ugolini                          | Mauro Chiaruzzi Giuseppe Maria Morganti |
| 2003 | Pier Marino Menicucci Giovanni Giannoni                                       | Giovanni Lonfernini Valeria Ciavatta |
| 2004 | Paolo Bollini Marino Riccardi                                                 | Giuseppe Arzilli Roberto Raschi |
| 2005 | Fausta Morganti Cesare Gasperoni                                              | Claudio Muccioli Antonello Bacciocchi |
| 2006 | Gianfranco Terenzi Loris Francini                                             | Antonio Carattoni Roberto Giorgetti |
| 2007 | Alessandro Mancini Alessandro Rossi                                           | Mirko Tomassoni Alberto Selva |
| 2008 | Rosa Zafferani Federico Pedini Amati                                          | Ernesto Benedettini Assunta Meloni |
| 2009 | Oscar Mina Massimo Cenci                                                      | Stefano Palmieri Francesco Mussoni |
| 2010 | Marco Conti Glauco Sansovini                                                  | Giovanni Francesco Ugolini Andrea Zafferani |
| 2011 | Maria Luisa Berti Filippo Tamagnini                                           | Gabriele Gatti Matteo Fiorini |
| 2012 | Italo Righi Maurizio Rattini                                                  | Denise Bronzetti Teodoro Lonfernini |
| 2013 | Denis Amici Antonella Mularoni                                                | Anna Maria Muccioli Gian Carlo Capicchioni |
| 2014 | Luca Beccari Valeria Ciavatta                                                 | Gianfranco Terenzi Guerrino Zanotti |
| 2015 | Andrea Belluzzi Roberto Venturini                                             | Lorella Stefanelli Nicola Renzi |
| 2016 | Gian Nicola Berti Massimo Andrea Ugolini                                      | Fabio Berardi Marino Riccardi |
| 2017 | Vanessa D'Ambrosio Mimma Zavoli                                               | Enrico Carattoni Matteo Fiorini |
| 2018 | Matteo Ciacci Stefano Palmieri                                                | Mirko Tomassoni Luca Santolini |
| 2019 | Nicola Selva Michele Muratori                                                 | Luca Boschi Mariella Mularoni |
| 2020 | Alessandro Mancini Grazia Zafferani                                           | Alessandro Cardelli Mirko Dolcini |
| 2021 | Gian Carlo Venturini Marco Nicolini                                           | Francesco Mussoni Giacomo Simoncini |
| 2022 | Oscar Mina Paolo Rondelli                                                     | Maria Luisa Berti Manuel Ciavatta |
| 2023 | Alessandro Scarano Adele Tonnini                                              | Filippo Tamagnini Gaetano Troina |
| 2024 | Alessandro Rossi Milena Gasperoni                                             | Francesca Civerchia Dalibor Riccardi |
| 2025 | Denise Bronzetti Italo Righi                                                  | |